# 3-я армия (Турция)
3-я армия (тур. Üçüncü Ordu) — воинское объединение Вооружённых сил Турецкой республики, одна из четырёх полевых армий её сухопутных войск.

## История
Хотя официальная история армии начинается с 1923 года, значительно ранее, ещё 15 июня 1919 года Инспекция войск 9-й армии была преобразована в Инспекцию войск 3-й армии.
В период существования Советского Союза, 3-я армия дислоцировалась на границе с Кавказом для отражения возможных действий со стороны Закавказского военного округа. В 1973 году в составе армии числились её штаб (Эрзинджан), 8-й корпус (Элязыг, (включая 12-я пехотная дивизия, ныне 12-я механизированная бригада в Агры)), 9-й корпус (Эрзурум, в т.ч. 9-я пехотная дивизия в Сарыкамыше, действовавший по крайней мере до 1996 г.)) и 11-й корпус в Трабзоне.
После 1974–75 годов и турецкого вторжения на Кипр, штаб 11-го корпуса был перенесен на территорию Северного Кипра.
После распада Советского Союза и роспуска Организации Варшавского договора, турецкий Генеральный штаб отправил 120 000 человек из состава 3-й армии на границу с Ираком для повышения готовности к возможному кризису в этом районе (подобный событиям, имевшим место во времена войны в Персидском заливе и Иракской войны).  Большинство бронетанковых, механизированных бригад и частей коммандо расположены в центральном районе, чтобы оперативно действовать при любом варианте развития событий у границ Турции. В настоящее время части 3-й армии находится на границе Турции с Арменией и Грузией. 
Около 300 человек из состава 3-й армии участвовали вместе с войсками миротворческих силы ООН в операции в Сомали (UNITAF/UNOSOM II). Кроме того, генерал-лейтенант Джевик Бир, ранее командовавший 4-й бронетанковой бригадой 3-й армии, в 1992-95 гг. возглавлял части UNOSOM II .
9-я пехотная дивизия предположительно была расформирована в 2005 году.

Российский источник в 2007 году сообщал следующие подробности об армии:
"На территории Южного Кавказа, практически на всей северо-восточной части Турции, дислоцируется около трети всех вооруженных сил страны – 3-я полевая армия в составе 8-го и 9-го армейских корпусов, 48-й отдельной пехотной бригады, 4-й отдельной бронетанковой бригады и часть сил 2-й полевой армии (7-й армейский корпус).
9-й армейский корпус, имеющий в своем составе: 3-ю мотопехотную дивизию, 7-ю, 14-ю, 25-ю отдельные механизированные бригады, отдельный мотопехотный батальон, отдельный танковый батальон, дислоцируется в районе Аргадан, Кагысман, Эрзурум вдоль турецко-грузинской и турецко-армянской границы.
8-й армейский корпус, имеющий в своем составе: 10-ю отдельную пехотную бригаду, 1-ю, 12-ю, 34-ю, 42-ю отдельные механизированные бригады, 9-ю отдельную бронетанковую бригаду и 151-й артиллерийский полк КСИР (Корпус стражей иранской революции), расположен вдоль турецко-иранской границы.

Кроме того, на ирано-турецкой границе дислоцируются соединения 7–го армейского корпуса в составе: 61-й и 70-й отдельных механизированных бригад, 16-й и 20-й отдельных бронетанковых бригад, 2-й, 5-й, 23-й отдельных пехотных бригад, отдельных механизированных бригад."

### Боевой состав армии в 1941 году
по состоянию на июнь 1941 года:
- Восточный участок
- IX корпус (Сарыкамыш)

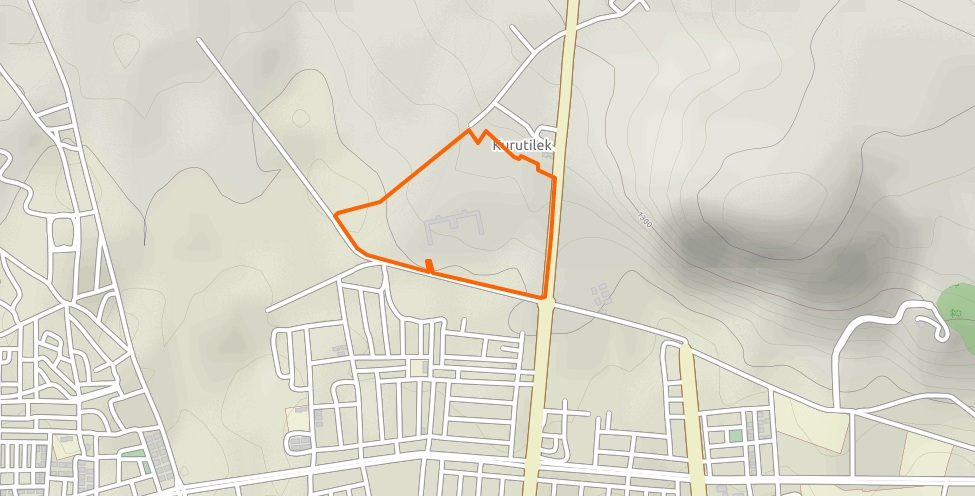
Дислокация командования 3-й армией, ил Эрзинджан.

  - командование Эрзерумской укреплённой линией
  - VIII корпус (Мерзифон)
  - VII корпус (Диярбакыр)
  - XVIII корпус (Карс)
  - командование Карской укреплённой линией

### Современный боевой состав
- 6-й армейский корпус (Элязыг)
  - 1-я механизированная пехотная бригада (Догубаязит)
  - 10-я моторизованная бригада (Татван)
  - 49-я моторизованная бригада (Бингёль)
  - 51-я моторизованная бригада (Хозат)
  - 4-я бригада коммандо (Тунджели)
  - 108-й артиллерийский полк (Эрджиш)
  - 17-й моторизованный полк (Кигы)
- 9-й армейский корпус (Эрзурум)
  - 9-я тактическая пехотная дивизия (Карс)
  - 4-я бронетанковая бригада (Паландокен)
  - 12-я механизированная пехотная бригада (Агры)
  - 14-я механизированная пехотная бригада (Карс)
  - 25-я пограничная бригада (Ардахан)
  - 9-я моторизованная бригада (Сарыкамыш)
  - 48-я моторизованная бригада (Трабзон)
  - 109-й артиллерийский полк  (Эрзурум)

## Командующие армией
- генерал Рагып Гюмюшпала 1958 — 1960.